# NiMH-akkumulatorer med lav selvafladning
I 2005-2007 kom der flere NiMH-akkumulatorer med lav selvafladning (LSD NiMH – low self-discharge NiMH battery) også kaldet Ready-to-use-batterier, fordi de netop er klar til brug lige efter udpakning uden yderligere opladning. LSD NiMH-akkumulatorer fås i størrelserne AAA, AA, C og D. De sete C og D LSD NiMH har dog kun haft samme kapacitet som AA-cellerne.
Der findes C og D LSD NiMH med fuld kapacitet, men de sælges kun få steder.

Der findes også LSD-NiMH E-blok akkumulatorer med 7 interne celler.

## Kendetegn
Det specielle ved denne nye type genopladelige batteri er, at det har en meget lille selvafladning. Hvor almindelige genopladelige NiMH-batterier forholdsvist hurtigt taber strømmen, også når de ikke bruges, så taber den nye type betydeligt mindre.
Over en periode på 6 måneder holder LSD NiMH på op til 90% af opladningen – 80% er realistisk, hvilket svarer til 20% tab.

 
Men selvafladningen er stærk temperaturafhængig. 
Almindelige NiMH-akkumulatorer taber 5-20% den første dag og taber derefter eksponentielt ca. 0,5-4% af ladningen per dag afhængig af opbevaringstemperaturen,

 
17% tab per måned svarer til ca. 0,6% per dag: ({\displaystyle 100*(1-{\sqrt[{30}]{1-0,17}})}%), eller ca. mellem 0,5-1% om dagen. LSD NiMH derimod taber som tidligere nævnt ca. 20% over 6 måneder, hvilket svarer til ca. 0,12% per dag: ({\displaystyle 100*(1-{\sqrt[{180}]{1-0,20}})}%).

NiMH-akkumulatorer med lav selvafladning kan langt de fleste steder erstatte brunstenbatterier og alkalinebatterier i f.eks. ure, transistorradioer, kameraer og fjernbetjeninger.

## Liste over NiMH-akkumulatorer med lav selvafladning
Sorteret efter firma og dernæst produkt:
- AccuPower AccuLoop
- Ansmann maxE
- Conrad Electronic Endurance
- Duracell ActiveCharge
- Duracell Pre-charged
- Gold Peak ReCyko
- Hähnel Synergy
- Kodak Pre Charged
- Maha Powerex Imedion
- Nexcell EnergyON
- Panasonic INFINIUM og Evolta[14]
- Panasonic R2
- Rayovac Hybrid
- (GE/)Sanyo Eneloop[13][15][16][17]
- Sony CycleEnergy
- Titanium Enduro
- Tecxus Ready to Use
- Uniross Hybrio[5]
- VARTA Consumer Batteries Ready2Use
- Vapextech Instant